# 日本頭痛学会
一般社団法人日本頭痛学会（いっぱんしゃだんほうじんにほんずつうがっかい、英文名　Japanese Headache Society）は、24年間の歴史をもつ「頭痛研究会」を母体として頭痛並びにその関連疾患に関する基礎的及び臨床的研究の進歩発展を図ることを目的として1997年に設立され、2008年より一般社団法人となった学会。

## 概略
事務局は、東京都新宿区大久保2丁目4番地12号 新宿ラムダックスビル　（株）春恒社学会事業部内となっている。
2021年12月10日時点において、日本学術会議協力学術研究団体一覧に記載されていない。

### 活動
- 学術集会の開催、機関誌・図書等の刊行、専門医等の認定事業など[1]

### 機関誌
- 『日本頭痛学会誌』　Japanese Journal of Headache

## 関連学会
- 国際頭痛学会